# Samgar
Samgar (hébreu : שַׁמְגַּר בֶּן עֲנָת, shamgar ben anath) est un juge d'Israël cité dans le Livre des Juges.

## Récit biblique
La judicature d'Ehud offre une période de paix de quatre-vingts ans. À sa mort, le peuple d'Israël fait à nouveau ce qui déplaît à Dieu et tombe sous le joug des Philistins.
Samgar, fils d'Anath, succède à Ehud. Il tue 600 Philistins avec un aiguillon à bœufs et libère ainsi le peuple d'Israël.
Débora lui succède comme juge d'Israël.
L'Encyclopédie juive suspecte Samgar d'être un oppresseur étranger des Israélites plutôt qu'un juge de ce peuple : il semblerait qu'il porte le nom hittite Sangara, un roi de Karkemish et d'autre part, Anath, est une déité cananéenne (la locution "fils d'Anath" pourrait être un titre purement royal).